# Vitus Jonassen Bering
Vitus Jonassen Bering, još poznat kao Ivan Ivanovič Bering (kršten u Horsensu 5. kolovoza 1681., umro na Beringovom otoku 19. prosinca 1741.) ↓1 bio je danski kartograf i istraživač u ruskoj službi. Poznat je kao voditelj Prve i Druge kamčatske ekspedicije. Tijekom tih ekspedicija istraživao je sjeveroistočnu azijsku i sjeverozapadnu sjevernoameričku obalu. Beringov prolaz, Beringovo more, Beringov otok, Beringov ledenjak i Beringija imenovani su u njegovu čast. 

## Životopis
Vitus Bering rođen je u Horsensu gdje je kršten u luteranskoj crkvi 5. kolovoza 1681. godine. S petnaest godina postao je mali od palube. Od 1696. do 1704. godine, Bering je plovio morima te je došao do Indije i Nizozemske Istočne Indije. U Amsterdamu završio je obuku mornarskog časnika. U Amsterdamu Bering se pridružio floti ruskog cara Petra Velikog kao potporučnik. Petar Veliki ga je 1724. godine postavio za zapovjednika Prve kamčatske ekspedicije. Ekspedicija je trebala istražiti je li sjeveroistok Azije povezan sa sjeverozapadom Sjevernom Amerikom. Rusko Carstvo tada je bilo zainterisirano za mogućnost osnivanja kolonija u Sjevernoj Americi te pronalaska morskog puta do Kine preko Sibira. Ruski pomorac Semjon Ivanovič Dežnjev otkrio je 1648. godine taj prolaz, no za rezultate njegovih putovanja javnost nije znala do 1736. godine, kada je nađen njegov izvještaj o ekspediciji. Dana 13. srpnja 1728. Bering je otplovio iz Kamčatke, a tijekom kolovoza uplovio je u Arktički ocean preko Beringovog prolaza. Loše vrijeme otežala su mu promatranja, stoga nije ni vidio sjevernoameričku obalu. Unatoč tomu, zaključio je da Sibir nije povezan sa Sjevernom Amerikom. Tijekom vladavine ruske carice Ane Ivanovne, Bering je pokušao pokrenuti drugu ekspediciju. Njegov plan pretvorio se u Drugu kamčatsku ekspediciju u kojoj je kartografirana većina sibirske arktičke obale. Dana 4. lipnja 1741. godine Bering je isplovio na brodu „Sveti Petar” (ruski: Святой Пётр), dok je Aleksej Iljič Čirkiov isplovio na brodu „Sveti Pavao” (ruski: Святой Павел). Kasnije je tijekom ekspedicije oluja razdvojila te brodove te je „Sveti Pavao” otkrio nekoliko Aleutskih otoka, dok je „Sveti Petar” 20. kolovoza ušao u Aljaski zaljev. Iz opreznosti da sigurno vrati svoj brod, uspio je izvidjeti samo jugozapadnu obalu, poluotok Aljasku i Aleutske otoke. Patio je od skorbuta, ↓2 stoga nije mogao efektivno davati zapovijedi. Njegov brod doživio je brodolom tijekom početka studenog na obali Beringovog otoka u blizini Kamčatke. Nakon njegove smrti na otoku, nekoliko je preživjelih članova posade uspjelo doći do Sibira te su donijeli vijesti o izvrsnim mogućnostima trgovinom krzna na Aleutskim otocima i Aljaski.